# インド理事会

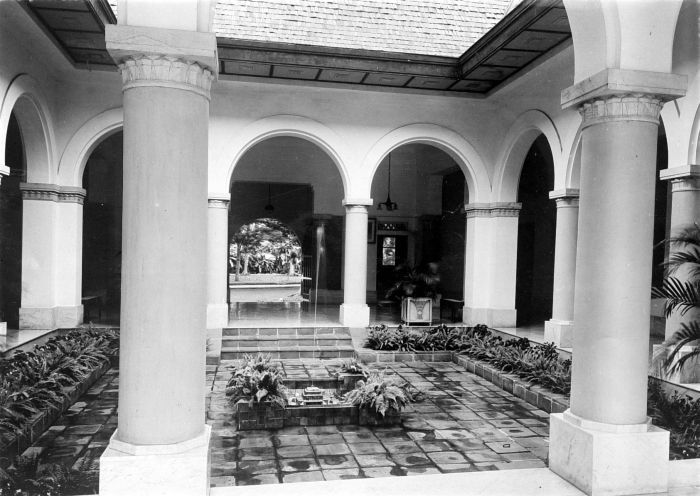
インド理事会の建物の中庭（1900-1940）

インド理事会（蘭: Raad van Indië）は1609年から1942年にかけて存在したオランダのアジア領土統治の中核機関である（理事会のメンバーも同様に蘭: Raad van Indiëと呼ばれた）。
理事会は、総督に助言するための機関であり、同時に、独裁的な総督をチェックし制限する機関でもあった。理事会は、公務員だけでなく牧師の任命についても総督に提言し、また経済的および財政的問題についても提言した。
理事には、「常任 gewone」と「臨時 buitengewone」の2種類があった。前者は通常6人で、投票権を持っていた。
総督に次ぐ2番目の役職は、アジア貿易を監督した事務局長で、オランダ東インド会社 (VOC) の統治時代は、総督が不在の場合の代理も務めた。
監査役が会計を担当し、裁判所長官も必ずメンバーに含まれた。他に艦隊の責任者もおり、軍事担当者もいた。1619年以降、テルナテ、アンボン、バンダ、コロマンデルの総督も理事会の一員だった。
「臨時」の理事の数は定められていなかった。彼らは助言的な役割しか持たず、ほとんどが訓練中という扱いだった。
理事会のメンバーは通常、オランダの高等公務員 （知事、地方官など）の中から任命された。

## 歴史
17世紀の間に、理事会の行政および立法上の職務はますます拡大した。1677年には、6人のメンバーのうち4人が汚職のために解雇された。ヤコブス・カンター・ヴィシャー（ Jacobus Canter Visscher）によれば、18世紀には理事会はインド植民地の中心であり原動力だった。VOCの破産と解散後（それぞれ1796年と1800年）、理事会の地位は曖昧になった。公務員は国家によって直接雇用されるようになった（最初はバタヴィア共和国 、次にホラント王国）。総督はもはや副王ではなく、政府から与えられた命令の執行者だった。
ネーデルラント連合王国設立後、インド理事会の権限はさらに制限された。1818年からほとんどすべての行政上および立法上の力を失い、総督への独立した諮問機関に過ぎなかった。1836年の行政改革の際、会の名前は「オランダ領インド理事会」蘭: Raad van Nederlandsch-Indië に変更された。この理事会には4人のメンバーと副会長がおり、助言機能のみがあり、週1回、ウェルテブレーデン（Weltevreden、ジャカルタ郊外）で会合した。
1918年に国民会議が設立された後、インド理事会はすべての立法権を失った。1926年以降、「先住民」（インドネシア人）が理事に任命される可能性があった。1942年2月から3月にオランダ領東インドが予期せずして奪われ日本のインドネシア占領が始まったとき、理事会も廃れた。1945年に日本人が撤退した後も再建されなかった。

## オランダとの連絡
1840年にスエズ地峡を横断する郵便ルートが開設されるまで、オランダ本国との連絡はとても時間がかかるものだった。郵便は喜望峰周りの航路の帆船で運ばれ、通常の通信に返事が戻ってくるまでには一年半が必要だった。
総督が病気や死によって任務を遂行できなくなり、だれが後任になるか不明になると、理事会の最古参メンバーが、臨時総督を務めた（VOC時代は、事務局長の役割だった）。臨時理事が常任理事の欠員を埋めた。